# Адалберт от Бабенберг
Адалберт Бабенбергски (на немски: Adalbert von Babenberg; * 854; † 9 септември 906 при Хасфурт) е граф в Източнофранкското кралство, от род Попони, по-старите Бабенберги, на Среден Рейн. Той е значим представител от борбата между Конрадините и Бабенбергите за надмощието в областите до Рейн и Майн.

## Живот
Адалберт е син на херцог Хайнрих, който става прочут през войните против норманите и пада убит през 886 г. в боевете пред Париж. Майка му е Ингелтруда, внучка на император Лудвиг Благочестиви.
Адалберт управлява множество графства заедно с братята си Адалхард и Хайнрих. През 906 г. той напада Конрадините при Фрицлар. В битката той убива Конрад Стари. След като Адалберт се оттегля в замък Терес (днес Обертерес), той е обсаден от кралската войска на крал Лудвиг Детето. Посланикът на краля, майнцския архиепископ и ерц-канцлер Хато I, му обещава свободно оттегляне. Когато Адалберт напуска замък Терес е заловен, за нарушаване на имперския мир осъден и обезглавен. След това Бабенбергите загубват всичките си служби и цялата си собственост в Херцогство Франкония.